# Hamidullah Yosufzai
Hamidullah Yousafzai (tiếng Pashtun: حمیدالله یوسفزی ngày 2 tháng 12 năm 1981 ở Kunduz, Afghanistan) là một thủ môn bóng đá người Afghanistan hiện tại thi đấu cho Shaheen Asmayee F.C. ở Afghanistan. Anh cũng thi đấu cho Đội tuyển bóng đá quốc gia Afghanistan, và có 14 lần ra sân.

## Đội tuyển quốc gia
Anh có màn ra mắt cho đội tuyển quốc gia tại Giải vô địch bóng đá Nam Á 2009, tổ chức ở Bangladesh, thi đấu cả ba trận. Hai lần ra sân tiếp theo của anh là trước Tajikistan, vào tháng 11 năm 2010. Anh là thủ môn thi đấu ở Giải vô địch bóng đá Nam Á 2011.